# Saw (série de films)
 Pour plus de détails, voir Fiche technique et Distribution
Saw (Décadence au Québec) est une série de films d'horreur américo-australo-canadien alliant le gore, la torture, le film policier et le thriller. Produite par Lionsgate et Twisted Pictures, elle comprend onze longs-métrages. Basé initialement sur un court-métrage de James Wan et Leigh Whannell, le premier opus sorti en 2004 obtient un succès critique et commercial qui dépasse les attentes initiales. De nombreuses suites sont lancées au rythme d'un nouvel opus par an jusqu'en 2010, où la saga s'arrête temporairement avec Saw 3D : Chapitre final, avant de reprendre en 2017 avec Jigsaw, en suivant un rythme moins fréquent entre deux films.
La série est centrée sur le personnage John Kramer, alias Jigsaw, un tueur en série souffrant d'un cancer en phase terminale qui cible des personnes au comportement qu'il estime discutable, gâchant leur vie dans la drogue, la criminalité, l'adultère, la cupidité ou encore la corruption, alors qu'il est lui condamné à mourir à court terme. Il place ses victimes dans des pièges destinés à les tuer à moins qu'elles ne se libèrent d'elles-mêmes afin qu'en cas de survie, cette expérience qui leur a fait frôler la mort leur fasse prendre conscience de leur chance de vivre et de leurs erreurs, leur permettant d'être « réhabilitées ».
La franchise a rapporté plus d'un milliard de dollars au box-office mondial, devenant l'une des sagas horrifiques les plus lucratives. Si les premiers volets sont bien accueillis, ce succès commercial s'accompagne par la suite de critiques négatives, notamment en raison d'un usage jugé excessif de la violence. La franchise est créditée comme ayant contribué à la popularisation du « torture porn », catégorisation toutefois rejetée par Wan et Whannell qui voient plutôt la saga comme étant centrée sur le mystère, et dont la violence n'atteint pas les niveaux d'autres représentants du genre.
La franchise a été adaptée sur d'autres supports avec un comic et deux jeux vidéos développés par Zombie Studios et édités par Konami.

## Développement

### Genèse
La franchise fait ses débuts sur une idée de James Wan et Leigh Whannell, respectivement réalisateur et scénariste australiens fraîchement diplômés d'une école de cinéma de Melbourne au début des années 2000. Souhaitant réaliser un film à petit budget en raison de leurs maigres finances, ils trouvent l'inspiration après avoir regardé Le projet Blair Witch, produit dans des conditions similaires, mais également avec Pi de Darren Aronofsky. Afin que le film rentre dans un budget qu'ils peuvent financer, ils imaginent un huis-clos se déroulant dans une unique pièce avec deux hommes. Une des idées envisagées est que l'action du film se passe dans un ascenseur, filmé du point du vue des caméras de surveillance de la cabine.
Wan a par la suite l'idée que les protagonistes soient enchaînés aux coins opposés d'une salle de bains avec un cadavre au milieu de la pièce, tout en passant le film à se demander les raisons de leur séquestration, jusqu'à se voir révéler à la fin du film que la personne au centre de la pièce n'était pas morte et était leur ravisseur, une idée qui n'enthousiasme initialement pas Whannell. Le personnage de Jigsaw n'est créé que quelques mois plus tard, lors d'une visite de Whannell chez un neurologue après une longue période de migraine. Craignant d'avoir une tumeur au cerveau, il pense subitement « Et si on vous apprenait que vous avez une tumeur que vous allez bientôt mourir ? Comment réagiriez-vous ? ». Il imagine alors un antagoniste proche de la mort en raison de son cancer, mettant ses victimes dans une situation proche de la sienne, au bord de la mort.
Disposant initialement de 30 000 dollars, ils se rendent rapidement compte que ces fonds sont insuffisants pour leur projet. Le script passe ainsi dans les mains de plusieurs producteurs australiens entre 2001 et 2002 mais se voit refusé. Un agent du nom de Ken Greenblat, leur recommande après avoir lu le script de se rendre à Los Angeles, leurs chances de faire produire le film seront selon lui meilleures auprès d'une société américaine. Refusant initialement en raison des coûts qui seront engendrés, leur agent Stacey Testro les convainc de réaliser la démarche. Pour attiser davantage l'intérêt auprès des producteurs, Whannel fournit 3 000 dollars de sa poche pour produire un court-métrage de neuf minutes adaptant l'une des scènes du film au cours de laquelle l'une des victimes doit retirer un piège à ours inversé destiné à lui arracher la mâchoire. Wan réalise le métrage tandis que Whannell incarne la victime. L'autre but est également de démontrer leur capacité à réaliser le film pour le premier et à jouer l'un des rôles principaux pour le deuxième.
En 2003, alors qu'ils démarchent divers producteurs à Los Angeles, le producteur Gregg Hoffman reçoit le script et le DVD du court-métrage de la part d'un de ses amis. Conquis par le projet, il le présente à ses partenaires Mark Burg et Oren Koules de Evolution Entertainment. Deux jours plus tard, ils proposent à Wan et Whannell de produire le film en leur garantissant le contrôle créatif et 25 % des revenus. Bien qu'ils reçoivent dans le même temps des propositions de DreamWorks et Gold Circle Films, aucune ne leur garantit de pouvoir réaliser le film eux-mêmes, encore moins d'incarner un personnage. Le marché est accepté et les trois producteurs fondent Twisted Pictures, destinée à produire des films d'horreur.

### Trilogie de James Wan et Leigh Whannell
Disposant d'un budget d'un peu plus d'un million de dollars, Saw est tourné en septembre et octobre 2003 durant 18 jours. Comme prévu dans le contrat signé avec Twisted Pictures, Whannell incarne Adam, l'un des deux personnages principaux piégés dans la salle de bains. Cary Elwes incarne quant à lui son compagnon d'infortune, l'oncologue Lawrence Gordon, rôle qu'il accepte après avoir lu le script et vu également le court-métrage. Shawnee Smith est choisie pour être Amanda, la victime du piège à ours inversé que Whannell incarnait dans le court-métrage.
Danny Glover et Michael Emerson rejoignent également le casting respectivement dans les rôles de l'inspecteur David Tapp et de Zepp Hindle. Enfin, pour incarner Jigsaw, le mystérieux tueur, Wan choisit l'acteur Tobin Bell, notamment en raison de sa voix. Au cours de la postproduction, des plans manquants sont filmés par Wan et Whannell tandis que le monteur Kevin Greutert les aident à arranger du mieux possible à combler les vides qui ne peuvent être réparés, notamment en raison du planning des acteurs les plus renommés du film, par des astuces de montage. Enfin, Charlie Clouser est engagé comme compositeur du film.
Saw est présenté pour la première fois au Festival du film de Sundance en janvier 2004, au cours duquel les droits de distribution du film sont achetés par Lionsgate. Alors que le distributeur prévoyait une sortie directe en vidéo, les réactions positives du public du festival les convainc de donner une sortie au cinéma au film. Cette sortie au grand public a lieu en octobre 2004 dans les différents pays anglophones avant de sortir début 2005 dans les autres pays, notamment en France. Le succès commercial du film est immense avec 100 millions de dollars au box-office mondial, ce qui permet au film d'obtenir une rentabilité près de cent fois supérieure à son coût de production, détrônant ainsi Scream de Wes Craven.
Burg, Koules et Hoffman donnent dès le premier week-end d'exploitation leur feu vert pour une suite mais Wan et Whannell sont alors en train de travailler sur Dead Silence pour Universal Pictures. Peu après, Hoffman reçoit le script de Darren Lynn Bousman de son projet de film appelé The Desperate, retoqué par plusieurs studios en raison de sa violence et de ses similitudes avec Saw, avec des personnes piégés dans une maison abandonnée. Les trois producteurs décident de faire de ce script la base de Saw 2 et engagent Bousman comme réalisateur. Whannell remanie le scénario de manière à l'intégrer dans l'univers Saw. Le film est tourné à Toronto en avril 2005 avec un budget de quatre millions de dollars et sort en octobre 2005.
Le succès commercial de ce deuxième opus pousse Twisted Pictures à demander un troisième volet mais ni Bousman, ni Wan, ni Whannell ne souhaitent poursuivre. La mort soudaine de Greg Hoffman en décembre 2005 les pousse néanmoins, en hommage à celui qui leur a donné leur chance, à faire la fin d'une apparente trilogie. Wan et Whannell écrivent le scénario dans le but de mettre au cœur du film la relation père-fille entre Jigsaw et son apprentie Amanda tandis que Bousman revient à la réalisation, avec un tournage en mai et juin 2006 disposant cette fois de 10 millions de dollars de budget.

### Suites de Patrick Melton et Marcus Dunstan
Bien que le personnage de Jigsaw décède dans le troisième film, Burg et Koules commandent un quatrième film mais le refus de Whannell de continuer d'écrire de nouveaux films pour la franchise est cette fois catégorique, poussant à la recherche de nouveaux scénaristes. Ils tombent sur le script de The Midnight Man, écrit par Marcus Dunstan et Patrick Melton, suivant un tueur masqué torturant des personnes à leur domicile en piégeant leur maison. L'idée est émise de se servir de ce scénario comme base d'une préquelle avec un jeune Jigsaw victime de cet individu, évènement traumatisant qui l'aurait influencé pour commettre ses propres meurtres des années plus tard. Burg et Koules écartent toutefois cette idée, désirant une suite. Dunstan et Melton écrivent alors un scénario s'étalant sur trois films, de manière à faire une deuxième trilogie dont l'antagoniste est un complice de Jigsaw encore non révélé : Mark Hoffman, nommé en hommage à Greg Hoffman. Toujours avec Darren Lynn Bousman à la réalisation, le film est tourné en avril et mai 2007 et sort comme ses prédécesseurs au Halloween suivant en octobre 2007.
Bousman refuse néanmoins de diriger les films suivants, dont la réalisation échoit au production designer David Hackl pour le cinquième puis le monteur historique de la saga Kevin Greutert pour le sixième et suivent le même schéma de production : un tournage au printemps et une sortie fin octobre, avec un film chaque année. À la suite du succès de Avatar et de sa 3D, Lionsgate souhaite une conversion en trois dimensions de Saw 6, proposition rejetée par Greutert.
Alors que deux suites sont finalement planifiées après Saw 6, toujours avec le duo Dunstan-Melton à l'écriture, le semi-échec du sixième opus au box-office pousse Burg et Koules à préférer un ultime film pour conclure la saga, mixant les scénarios de Saw VII et Saw VIII. Alors qu'il était prévu que Hackl revienne réaliser le septième film, il se retire du projet. Twisted Pictures force alors Greutert, commençant alors à travailler sur Paranormal Activity 2, à accepter de diriger cet opus final, conformément à une clause contractuelle qu'il avait signée. Il ne peut également cette fois pas s'opposer à un tournage en 3D, ce qui lui pose d'énormes contraintes de tournage pour une technologie qu'il ne maîtrise pas. Avec un budget porté à 20 millions de dollars en raison du coût du tournage en 3D, le film est tourné entre février et avril 2010. Saw 3D : Chapitre final termine ainsi pour un temps la saga en octobre 2010.

### Reprise avec Josh Stolberg et Pete Goldfinger
Le 22 juillet 2010, Mark Burg avait confirmé que Saw 3D : Chapitre final constituerait le dernier volet de la franchise mais en août 2012, la Lionsgate aurait manifesté son intérêt pour maintenir la saga avec un reboot et en novembre 2013, le studio déclare être en train de développer activement un huitième film. Le scénario est alors confié à Pete Goldfinger et Josh Stolberg, qui ont travaillé quelques années plus tôt sur le Piranha 3D de Alexandre Aja. Le scénario d'origine prévoyait que l'action du film prenne place sur une plateforme pétrolière au milieu de l'océan, sur laquelle les victimes se retrouveraient piégées mais l'idée ne convient pas à Lionsgate.
En juillet 2016, les frères Michael et Peter Spierig sont annoncés comme réalisateurs du film, avec un retour de Charlie Clouser à la musique et de Kevin Greutert au montage. Le tournage a lieu à Toronto à l'automne 2016 sous le titre de travail Saw Legacy avant que le titre officiel ne devienne Jigsaw lors la révélation de la première bande-annonce durant l'été 2017 avec une sortie finale aux alentours de Halloween 2017, dans la tradition de la saga.
Le succès commercial du film est suffisant pour qu'un neuvième opus soit mis en chantier en avril 2018, toujours avec Goldfinger et Stolberg au scénario. Commençant à écrire un film centré uniquement sur le personnage de Jigsaw, ils sont interrompus par Burg et Koules : Chris Rock, lors de sa rencontre avec Michael Burns, vice-président de Lionsgate, a suggéré une idée de scénario pour étendre la franchise en dehors du personnage de Jigsaw. Son idée est retenue et les deux scénaristes ajustent le script tandis que Chris Rock obtient de pouvoir jouer le rôle de Ezekiel Banks, le protagoniste du film qui est annoncé comme un spin-off se déroulant dans le même univers que les huit premiers films : Spirale : L'Héritage de Saw. Initialement prévu pour mai 2020, la pandémie de Covid-19 repousse le film à l'année suivante, en mai 2021.
Le 22 octobre 2021, lors d'un live Twitter, le producteur Oren Koules annonce que deux scénarios sont en développement, dont un pour Saw IX et un autre pour Spiral 2. En août 2022, un dixième film est annoncé avec à nouveau le duo Stolberg-Goldfinger à l'écriture. Kevin Greutert est également annoncé comme réalisateur, signant son retour derrière la caméra tandis que Tobin Bell reprend une nouvelle fois son rôle de Jigsaw. Le film est tourné sous le nom de production de Saw X, qui devient le titre définitif quelques mois plus tard, à partir de novembre 2022 à Mexico. En février 2023, Greutert annonce la fin du tournage sur son compte Twitter,. Après la révélation de la bande-annonce du film, Stolberg confirme que l'écriture du film avait commencé dès janvier 2018 sous le nom de Saw : John Kramer mais que le projet a été suspendu quelques années à la suite de la mise en production de Spirale. La sortie du film, initialement annoncée pour le 27 octobre 2023, est avancée à fin septembre peu avant la sortie de la bande annonce, notamment pour éviter la concurrence avec L'Exorciste : Devotion et l'adaptation cinématographique des jeux Five Nights at Freddy's.
Le 4 juin 2025, il est annoncé que Blumhouse a acquis les droits de licence de Twisted Pictures, créant une co-propriété de la licence entre Lionsgate et Blumhouse,.

## Fiche technique
|                              | Saw                               | Saw 2                             | Saw 3                             | Saw 4                             | Saw 5                             | Saw 6                             | Saw 3D : Chapitre final           | Jigsaw                            | Spirale : L'Héritage de Saw       | Saw X                             | Saw XI                            |
| Équipes                      | Équipes                           | Équipes                           | Équipes                           | Équipes                           | Équipes                           | Équipes                           | Équipes                           | Équipes                           | Équipes                           | Équipes                           | Équipes                           |
| ---------------------------- | --------------------------------- | --------------------------------- | --------------------------------- | --------------------------------- | --------------------------------- | --------------------------------- | --------------------------------- | --------------------------------- | --------------------------------- | --------------------------------- | --------------------------------- |
| Réalisation                  | James Wan                         | Darren Lynn Bousman               | Darren Lynn Bousman               | Darren Lynn Bousman               | David Hackl                       | Kevin Greutert                    | Kevin Greutert                    | Michael et Peter Spierig          | Darren Lynn Bousman               | Kevin Greutert                    | Kevin Greutert                    |
| Scénario                     | Leigh Whannell                    | Leigh Whannell                    | Leigh Whannell                    | Patrick Melton                    | Patrick Melton                    | Patrick Melton                    | Patrick Melton                    | Josh Stolberg                     | Josh Stolberg                     | Josh Stolberg                     | Marcus Dunstan                    |
| Scénario                     | James Wan                         | Darren Lynn Bousman               | James Wan                         | Marcus Dunstan                    | Marcus Dunstan                    | Marcus Dunstan                    | Marcus Dunstan                    | Pete Goldfinger                   | Pete Goldfinger                   | Pete Goldfinger                   | Marcus Dunstan                    |
| Scénario                     |                                   |                                   |                                   | Thomas Fenton                     |                                   |                                   |                                   |                                   | Chris Rock                        |                                   |                                   |
| Musique                      | Charlie Clouser                   | Charlie Clouser                   | Charlie Clouser                   | Charlie Clouser                   | Charlie Clouser                   | Charlie Clouser                   | Charlie Clouser                   | Charlie Clouser                   | Charlie Clouser                   | Charlie Clouser                   |                                   |
| Production                   | Oren Koules                       | Oren Koules                       | Oren Koules                       | Oren Koules                       | Oren Koules                       | Oren Koules                       | Oren Koules                       | Oren Koules                       | Oren Koules                       | Oren Koules                       | Oren Koules                       |
| Production                   | Mark Burg                         |                                   |                                   |                                   |                                   |                                   |                                   |                                   |                                   |                                   |                                   |
| Production                   | Gregg Hoffman                     |                                   |                                   |                                   |                                   |                                   |                                   |                                   |                                   |                                   |                                   |
| Directeur de la photographie | David A. Armstrong                | David A. Armstrong                | David A. Armstrong                | David A. Armstrong                | David A. Armstrong                | David A. Armstrong                | Brian Gedge                       | Ben Nott                          | Jordan Oram                       | Nick Matthews                     |                                   |
| Montage                      | Kevin Greutert                    | Kevin Greutert                    | Kevin Greutert                    | Kevin Greutert                    | Kevin Greutert                    | Andrew Coutts                     | Andrew Coutts                     | Kevin Greutert                    | Dev Singh                         | Kevin Greutert                    |                                   |
| Société de production        | Twisted Pictures                  | Twisted Pictures                  | Twisted Pictures                  | Twisted Pictures                  | Twisted Pictures                  | Twisted Pictures                  | Twisted Pictures                  | Twisted Pictures                  | Twisted Pictures                  | Twisted Pictures                  | Twisted Pictures                  |
| Société de distribution      | Lionsgate (États-Unis)            | Lionsgate (États-Unis)            | Lionsgate (États-Unis)            | Lionsgate (États-Unis)            | Lionsgate (États-Unis)            | Lionsgate (États-Unis)            | Lionsgate (États-Unis)            | Lionsgate (États-Unis)            | Lionsgate (États-Unis)            | Lionsgate (États-Unis)            | Lionsgate (États-Unis)            |
| Société de distribution      | Metropolitan Filmexport (France)  |                                   |                                   |                                   |                                   |                                   |                                   |                                   |                                   |                                   |                                   |
| Dates de sortie              |                                   |                                   |                                   |                                   |                                   |                                   |                                   |                                   |                                   |                                   |                                   |
| France                       | 16 mars 2005                      | 28 décembre 2005                  | 22 novembre 2006                  | 21 novembre 2007                  | 5 novembre 2008                   | 4 novembre 2009                   | 1er novembre 2010                 | 1er novembre 2017                 | 21 juillet 2021                   | 25 octobre 2023                   | 1er octobre 2025                  |
| États-Unis                   | 29 octobre 2004                   | 28 octobre 2005                   | 27 octobre 2006                   | 26 octobre 2007                   | 24 octobre 2008                   | 23 octobre 2009                   | 29 octobre 2010                   | 27 octobre 2017                   | 15 mai 2021                       | 29 septembre 2023                 | 27 septembre 2025                 |
| Classification               |                                   |                                   |                                   |                                   |                                   |                                   |                                   |                                   |                                   |                                   |                                   |
| France                       | Interdit aux moins de 16 ans      | Interdit aux moins de 16 ans      | Interdit aux moins de 18 ans      | Interdit aux moins de 16 ans      | Interdit aux moins de 16 ans      | Interdit aux moins de 16 ans      | Interdit aux moins de 16 ans      | Interdit aux moins de 16 ans      | Interdit aux moins de 16 ans      | Interdit aux moins de 16 ans      |                                   |
| États-Unis                   | R                                 | R                                 | R                                 | R                                 | R                                 | R                                 | R                                 | R                                 | R                                 | R                                 |                                   |
| Informations complémentaires |                                   |                                   |                                   |                                   |                                   |                                   |                                   |                                   |                                   |                                   |                                   |
| Genres                       | Horreur, thriller, gore, policier | Horreur, thriller, gore, policier | Horreur, thriller, gore, policier | Horreur, thriller, gore, policier | Horreur, thriller, gore, policier | Horreur, thriller, gore, policier | Horreur, thriller, gore, policier | Horreur, thriller, gore, policier | Horreur, thriller, gore, policier | Horreur, thriller, gore, policier | Horreur, thriller, gore, policier |
| Durée                        | 103 min                           | 93 min                            | 108 min                           | 93 min                            | 92 min                            | 90 min                            | 90 min                            | 92 min                            | 93 min                            | 118 min                           |                                   |
| Budget                       | 1 200 000 $                       | 4 000 000 $                       | 12 000 000 $                      | 10 000 000 $                      | 10 800 000 $                      | 11 000 000 $                      | 17 000 000 $                      | 10 000 000 $                      | 20 000 000 $                      | 13 000 000 $                      |                                   |
| Langue du tournage           | Anglais                           | Anglais                           | Anglais                           | Anglais                           | Anglais                           | Anglais                           | Anglais                           | Anglais                           | Anglais                           | Anglais                           | Anglais                           |
| Langue du tournage           |                                   |                                   |                                   |                                   |                                   |                                   |                                   |                                   | Espagnol                          |                                   |                                   |
| Pays d'origine               | États-Unis                        | États-Unis                        | États-Unis                        | États-Unis                        | États-Unis                        | États-Unis                        | États-Unis                        | États-Unis                        | États-Unis                        | États-Unis                        | États-Unis                        |

## Distribution
| Personnages        | Films           | Films           | Films           | Films            | Films           | Films             | Films                       | Films                 | Films                              | Films               |
| Personnages        | Saw (2004)      | Saw 2 (2005)    | Saw 3 (2006)    | Saw 4 (2007)     | Saw 5 (2008)    | Saw 6 (2009)      | Saw : Chapitre final (2010) | Jigsaw (2017)         | Spirale : L'Héritage de Saw (2021) | Saw X (2023)        |
| ------------------ | --------------- | --------------- | --------------- | ---------------- | --------------- | ----------------- | --------------------------- | --------------------- | ---------------------------------- | ------------------- |
| John Kramer        | Tobin Bell      | Tobin Bell      | Tobin Bell      | Tobin Bell       | Tobin Bell      | Tobin Bell        | Tobin Bell                  | Tobin Bell            |                                    | Tobin Bell          |
| Amanda Young       | Shawnee Smith   | Shawnee Smith   | Shawnee Smith   | Shawnee Smith    | Shawnee Smith   | Shawnee Smith     |                             |                       |                                    | Shawnee Smith       |
| Adam Stanheight    | Leigh Whannell  |                 | Leigh Whannell  |                  |                 |                   |                             |                       |                                    |                     |
| Lawrence Gordon    | Cary Elwes      |                 |                 |                  |                 |                   | Cary Elwes                  |                       |                                    |                     |
| Zep Hindle         | Michael Emerson |                 |                 |                  |                 |                   |                             |                       |                                    |                     |
| David Tapp         | Danny Glover    |                 |                 |                  |                 |                   |                             |                       |                                    |                     |
| Allison Kerry      | Dina Meyer      | Dina Meyer      | Dina Meyer      |                  |                 |                   |                             |                       |                                    |                     |
| Eric Matthews      |                 | Donnie Wahlberg | Donnie Wahlberg | Donnie Wahlberg  |                 |                   |                             |                       |                                    |                     |
| Daniel Rigg        |                 | Lyriq Bent      | Lyriq Bent      | Lyriq Bent       |                 |                   |                             |                       |                                    |                     |
| Daniel Matthews    |                 | Erik Knudsen    |                 |                  |                 |                   |                             |                       |                                    |                     |
| Mark Hoffman       |                 |                 | Costas Mandylor | Costas Mandylor  | Costas Mandylor | Costas Mandylor   | Costas Mandylor             |                       |                                    | Costas Mandylor     |
| Lynn Denlon        |                 |                 | Bahar Soomekh   | Bahar Soomekh    |                 |                   |                             |                       |                                    |                     |
| Jeff Denlon        |                 |                 | Angus Macfadyen | Angus Macfadyen  | Angus Macfadyen |                   |                             |                       |                                    |                     |
| Jill Tuck          |                 |                 | Betsy Russell   | Betsy Russell    | Betsy Russell   | Betsy Russell     | Betsy Russell               |                       |                                    |                     |
| Peter Strahm       |                 |                 |                 | Scott Patterson  | Scott Patterson |                   |                             |                       |                                    |                     |
| Linsday Perez      |                 |                 |                 | Athena Karkanis  |                 | Athena Karkanis   |                             |                       |                                    |                     |
| Adam Heffner       |                 |                 |                 | James Van Patten |                 | James Van Patten  | James Van Patten            |                       |                                    |                     |
| Dan Erickson       |                 |                 |                 |                  | Mark Rolston    | Mark Rolston      |                             |                       |                                    |                     |
| Pamela Jenkins     |                 |                 |                 |                  | Samantha Lemole | Samantha Lemole   |                             |                       |                                    |                     |
| William Easton     |                 |                 |                 |                  |                 | Peter Outerbridge |                             |                       |                                    |                     |
| Bobby Dagen        |                 |                 |                 |                  |                 |                   | Sean Patrick Flanery        |                       |                                    |                     |
| Logan Nelson       |                 |                 |                 |                  |                 |                   |                             | Matt Passmore         |                                    |                     |
| Brad Halloran      |                 |                 |                 |                  |                 |                   |                             | Callum Keith Rennie   |                                    |                     |
| Keith Hunt         |                 |                 |                 |                  |                 |                   |                             | Clé Bennett           |                                    |                     |
| Eleanor Bonneville |                 |                 |                 |                  |                 |                   |                             | Hannah Emily Anderson |                                    |                     |
| Ezekiel Banks      |                 |                 |                 |                  |                 |                   |                             |                       | Chris Rock                         |                     |
| Marcus Banks       |                 |                 |                 |                  |                 |                   |                             |                       | Samuel L. Jackson                  |                     |
| William Schenk     |                 |                 |                 |                  |                 |                   |                             |                       | Max Minghella                      |                     |
| Angie Garza        |                 |                 |                 |                  |                 |                   |                             |                       | Marisol Nichols                    |                     |
| Cecilia Pederson   |                 |                 |                 |                  |                 |                   |                             |                       |                                    | Synnøve Macody Lund |

## Chronologie
| Jigsaw (intrigue des pièges) | Jigsaw (intrigue des pièges) | Jigsaw (intrigue des pièges) | Jigsaw (intrigue des pièges) | Jigsaw (intrigue des pièges) | Jigsaw (intrigue des pièges) |  |  | Saw | Saw | Saw | Saw | Saw | Saw |  |  | Saw X | Saw X | Saw X | Saw X | Saw X | Saw X |  |  | Saw 2 | Saw 2 | Saw 2 | Saw 2 | Saw 2 | Saw 2 |  |  | Saw 3 | Saw 3 | Saw 3 | Saw 3 | Saw 3 | Saw 3 |  |  | Saw 4 | Saw 4 | Saw 4 | Saw 4 | Saw 4 | Saw 4 |  |  | Saw 5 | Saw 5 | Saw 5 | Saw 5 | Saw 5 | Saw 5 |  |  | Saw 6 | Saw 6 | Saw 6 | Saw 6 | Saw 6 | Saw 6 |  |  | Saw 3D : Chapitre final | Saw 3D : Chapitre final | Saw 3D : Chapitre final | Saw 3D : Chapitre final | Saw 3D : Chapitre final | Saw 3D : Chapitre final |  |  | Jigsaw (intrigue policière) | Jigsaw (intrigue policière) | Jigsaw (intrigue policière) | Jigsaw (intrigue policière) | Jigsaw (intrigue policière) | Jigsaw (intrigue policière) |  |  | Spirale : L'Héritage de Saw | Spirale : L'Héritage de Saw | Spirale : L'Héritage de Saw | Spirale : L'Héritage de Saw | Spirale : L'Héritage de Saw | Spirale : L'Héritage de Saw |
| Jigsaw (intrigue des pièges) | Jigsaw (intrigue des pièges) | Jigsaw (intrigue des pièges) | Jigsaw (intrigue des pièges) | Jigsaw (intrigue des pièges) | Jigsaw (intrigue des pièges) |  |  | Saw | Saw | Saw | Saw | Saw | Saw |  |  | Saw X | Saw X | Saw X | Saw X | Saw X | Saw X |  |  | Saw 2 | Saw 2 | Saw 2 | Saw 2 | Saw 2 | Saw 2 |  |  | Saw 3 | Saw 3 | Saw 3 | Saw 3 | Saw 3 | Saw 3 |  |  | Saw 4 | Saw 4 | Saw 4 | Saw 4 | Saw 4 | Saw 4 |  |  | Saw 5 | Saw 5 | Saw 5 | Saw 5 | Saw 5 | Saw 5 |  |  | Saw 6 | Saw 6 | Saw 6 | Saw 6 | Saw 6 | Saw 6 |  |  | Saw 3D : Chapitre final | Saw 3D : Chapitre final | Saw 3D : Chapitre final | Saw 3D : Chapitre final | Saw 3D : Chapitre final | Saw 3D : Chapitre final |  |  | Jigsaw (intrigue policière) | Jigsaw (intrigue policière) | Jigsaw (intrigue policière) | Jigsaw (intrigue policière) | Jigsaw (intrigue policière) | Jigsaw (intrigue policière) |  |  | Spirale : L'Héritage de Saw | Spirale : L'Héritage de Saw | Spirale : L'Héritage de Saw | Spirale : L'Héritage de Saw | Spirale : L'Héritage de Saw | Spirale : L'Héritage de Saw |

## Accueil

### Box-office
Lors de sa sortie, Saw cumule un box-office de 18,2 millions de dollars lors de son premier week-end d'exploitation, faisant alors de lui le deuxième meilleur démarrage d'un film Lionsgate après Fahrenheit 9/11 sorti quelques mois plus tôt. Le film termine son exploitation dans le monde avec un box-office de 103 millions de dollars et devient le film d'horreur le plus rentable après Scream de Wes Craven sorti en 1996. Saw 2 et Saw 3 atteignent de leur côté les 30 millions de dollars lors de leur premier week-end d'exploitation tandis que le box-office mondial augmente entre chaque film jusqu'à atteindre les 164 millions pour le troisième opus, faisant de lui le plus grand succès commercial de la saga dans le monde mais également en France où il atteint 767 340 entrées, malgré une interdiction du film aux moins de 18 ans qui restreint son exploitation.
La tendance d'un box-office en augmentation d'un film à l'autre s'arrête avec Saw 4 qui, bien que réalisant un début d'exploitation similaire à ses deux prédécesseurs, réalise un box-office mondial supérieur uniquement au premier film avec 139,2 millions de dollars. Cette situation se reproduit avec Saw 5 qui termine son exploitation avec 113,8 millions de dollars de recettes, avant que Saw 6 ne réalise une performance qualifié de semi-échec, bien qu'il soit rentable : une début d'exploitation à seulement 14,1 millions de dollars avec la concurrence de Paranormal Activity et un box-office mondial de 67 millions de dollars.
Saw 3D : Chapitre final relève la barre grâce notamment aux bénéfices supplémentaires issus du surcoût des séances 3D en terminant sa carrière à 136 millions de dollars au niveau mondial. Le redémarrage de la saga avec Jigsaw obtient un succès léger avec plus de 100 millions de dollars de recettes mondiales qui assurent la rentabilité du film mais ce chiffre reste en deçà des précédents opus en dehors de Saw 6. Spirale subit à sa sortie les conséquences de la pandémie de Covid-19 ainsi que sa sortie en vidéo à la demande aux États-Unis seulement deux semaines après sa sortie au cinéma : il ne cumule qu'un léger box-office de 40 millions de dollars au niveau mondial, signant le plus faible succès de toute la saga.
Saw X obtient un succès commercial approchant celui de ses prédécesseurs sortis dans les années 2000, réalisant un box-office domestique dépassant les 50 millions de dollars, la meilleure performance depuis Saw 5. La tendance à l'international n'est toutefois pas équivalente, n'atteignant pas les recettes de Jigsaw et portant ainsi le box-mondial à un peu plus de 100 millions de dollars. En France, il dépasse les 600 000 entrées, un nombre qui n'avait pas été atteint dans la saga depuis Saw 4.
| Film    | Date de sortie    | Date de sortie    | Box-office        | Box-office     | Box-office      | Box-office       | Budget        | Références |
| Film    | États-Unis Canada | France            | États-Unis Canada | reste du monde | Monde           | France (entrées) | Budget        | Références |
| ------- | ----------------- | ----------------- | ----------------- | -------------- | --------------- | ---------------- | ------------- | ---------- |
| Saw     | 29 octobre 2004   | 16 mars 2005      | 55 153 403 $      | 47 911 300 $   | 103 064 703 $   | 493 502          | 1 200 000 $   | [ 39 ]     |
| Saw 2   | 28 octobre 2005   | 28 décembre 2005  | 87 025 093 $      | 60 708 540 $   | 147 733 633 $   | 701 177          | 4 000 000 $   | [ 40 ]     |
| Saw 3   | 27 octobre 2006   | 22 novembre 2006  | 80 150 343 $      | 84 617 378 $   | 164 767 721 $   | 767 340          | 12 000 000 $  | [ 32 ]     |
| Saw 4   | 26 octobre 2007   | 21 novembre 2007  | 63 270 259 $      | 76 052 538 $   | 139 322 797 $   | 647 758          | 10 000 000 $  | [ 41 ]     |
| Saw 5   | 24 octobre 2008   | 5 novembre 2008   | 56 729 973 $      | 57 110 764 $   | 113 840 737 $   | 521 863          | 10 800 000 $  | [ 42 ]     |
| Saw 6   | 23 octobre 2009   | 4 novembre 2009   | 27 693 292 $      | 40 213 126 $   | 67 906 418 $    | 474 052          | 11 000 000 $  | [ 43 ]     |
| Saw 3D  | 29 octobre 2010   | 10 novembre 2010  | 45 710 178 $      | 90 440 256 $   | 136 150 434 $   | 568 607          | 17 000 000 $  | [ 44 ]     |
| Jigsaw  | 27 octobre 2017   | 1er novembre 2017 | 38 052 832 $      | 64 880 032 $   | 102 932 864 $   | 537 081          | 10 000 000 $  | [ 45 ]     |
| Spirale | 14 mai 2021       | 21 juillet 2021   | 23 216 862 $      | 17 392 032 $   | 40 608 894 $    | 61 408           | 20 000 000 $  | [ 37 ]     |
| Saw X   | 29 septembre 2023 | 25 octobre 2023   | 53 607 898 $      | 58 219 159 $   | 111 827 057 $   | 611 263          | 13 000 000 $  | [ 46 ]     |
| Total   | Total             | Total             | 530 610 133 $     | 597 545 125 $  | 1 128 155 258 $ | 5 384 051        | 109 000 000 $ |            |

### Accueil critique
| Films   | Rotten Tomatoes     | Cinoche            | Allociné             | CinemaClock         | Letterboxd         |
| ------- | ------------------- | ------------------ | -------------------- | ------------------- | ------------------ |
| Saw     | 50% (192 critiques) | 90% (50 critiques) | 3.5/5 (19 critiques) | 88% (446 critiques) | 3.6/5 (626k notes) |
| Saw 2   | 37% (123 critiques) | 90% (89 critiques) | 2.8/5 (23 critiques) | 89% (604 critiques) | 3.1/5 (321k notes) |
| Saw 3   | 30% (94 critiques)  | 70% (69 critiques) | 1.8/5 (16 critiques) | 81% (416 critiques) | 2.8/5 (249k notes) |
| Saw 4   | 18% (84 critiques)  | 80% (55 critiques) | 1.8/5 (13 critiques) | 78% (220 critiques) | 2.6/5 (189k notes) |
| Saw 5   | 13% (77 critiques)  | 80% (64 critiques) | 1.5/5 (11 critiques) | 74% (225 critiques) | 2.5/5 (164k notes) |
| Saw 6   | 39% (75 critiques)  | 80% (40 critiques) | 2.3/5 (9 critiques)  | 79% (136 critiques) | 2.7/5 (145k notes) |
| Saw 3D  | 9% (82 critiques)   | 70% (41 critiques) | 1.5/5 (4 critiques)  | 70% (116 critiques) | 2.2/5 (134k notes) |
| Jigsaw  | 32% (91 critiques)  | 80% (6 critiques)  | 1.7/5 (3 critiques)  | 71% (53 critiques)  | 2.4/5 (132k notes) |
| Spirale | 37% (229 critiques) |                    | 2.8/5 (23 critiques) |                     | 2.2/5 (121k notes) |
| Saw X   | 80% (151 critiques) |                    | 2.8/5 (12 critiques) |                     |                    |

## Autour des films

### Parodie
Le début du film Scary Movie 4 se base sur le film Saw. Au début du film, quand Shaquille O'Neal (le basketteur) et Dr Phil : sont enchaînés au mur dans une salle de bain. Le dénouement du film parodie Saw 2, quand Cindy Campbell doit enlever la clé qui est derrière son œil tout comme le personnage de Michael. Les deux personnes au début du film respirent un gaz toxique pour l'être humain et ils doivent trouver un antidote.

### Jeux vidéo
- Deux jeux vidéo basés sur la franchise sont sortis, comme Silent Hill le jeu est basé sur la terreur psychologique :
  - Saw : Le jeu se déroule dans un asile abandonné où des pièges sont placés un peu partout dans l'établissement. Pour progresser dans le jeu, il faut sauver les différentes victimes du tueur au puzzle, accomplissant les divers objectifs qui sont indiqués dans le carnet : retrouver des clefs, réparer l'électricité, aller jusqu'à la prochaine victime de Jigsaw, pour, à la fin, retrouver Jigsaw.
  - Saw II: Flesh and Blood est sorti dix jours avant la sortie au cinéma de Saw 3D : Chapitre final.
  - Saw IV: Trapped est un jeu gratuit dans lequel les joueurs vont secourir les deux hommes de pièges mortels
  -  Jigsaw VR Experience
  - Dead by Daylight : Le jeu contient un DLC Saw, avec comme tueur le Cochon (Amanda Young) et comme survivant David Tapp.

### Attractions
- Saw - The Ride, est le premier circuit de montagnes russes au monde à recevoir le thème de la franchise. Une partie du parcours est une pente quasi verticale sur une hauteur de 30 m.
- Saw: Game Over est un labyrinthe disponible à Universal Studios pour les Halloween Horror Nights, basé sur les personnages, les pièges, et des scènes de films.
- SAW Escape Room à Las Vegas.

### Bandes dessinées
- Saw : Rebirth est une bande dessinée. Il s'agit d'une préquelle du premier film, dans un but de promotion de Saw 2.